# کوکیر
کوکیر شهری در کشور کامبوج است که جزو استان کاندال محسوب می‌شود و جمعیت آن براساس سرشماری سال ۱۹۹۸ میلادی ۱۵٫۴۸۵ نفر بوده که در سال ۲۰۰۵ میلادی به ۱۷٫۸۹۶ نفر افزایش یافته‌است.